# Battle Chef Brigade
『Battle Chef Brigade』（バトルシェフ・ブリゲード）は、アメリカのインディーゲームスタジオTrinket Studiosが開発し、同じくアメリカのAdult Swim Gamesから発売されたゲームソフト。

## 概要
料理を題材とした作品で、食材を調達するアクションゲーム要素と調理の際のパズルゲーム要素を併せ持っている。物語では、舞台となる王国でシェフたちにより組織されている国軍「バトルシェフ・ブリゲード」への入隊を目指す主人公の女性・ミナが他の候補者たちとの交流や対戦などで奮闘する姿が描かれる。
ゲームシステムの柱である一対一の料理対決は、イベントの主宰が初めにテーマ食材を発表し、参加者が制限時間内に料理を作成、その後に審査員が批評するという流れで行われる。こうした構成は、日本で1993年より放送され海外での放送やフォーマットの輸出も行われたテレビ番組『料理の鉄人』（英: Iron Chef）に類似している。ソフトの公式サイトではジョークとして本作のことを「Fantasy Iron Chef」と表現し、開発途中の2014年にTrinket Studiosが公開した動画の中では、番組の冒頭で出演者の鹿賀丈史が毎回行っていたパプリカをかじるパフォーマンスをパロディ化している。Trinket Studios代表のトム・イーストマン（Tom Eastman）は、インタビューで「Iron Chefのような食品ショーで証明された独創性をプレイヤーに持ってほしい」と語っている。
2013年春から本作の企画がスタートし、同年8月2日付のTrinket Studios公式Twitterと公式ブログ上で新作ゲーム用の画像としてミナのイラストを初公開。2014年9月24日から10月28日の期間にはKickstarterを通じたクラウドファンディングが実施され、10万344ドルの資金が集まった。
2018年8月28日にPC版とNintendo Switch版において大型の無料アップデートが実施され、タイトルが『Battle Chef Brigade Deluxe』（以下『Deluxe』と略記）となった。この更新では、オープニングのアニメーション映像や様々な新システムの追加が行われた。また、欧米では更新内容を含むPlayStation 4版が更新日当日に発売された。

## システム

### キッチンコロシアム
登場人物たちによる料理対決は、王国にある競技場「キッチンコロシアム」で主に開催される（場所が異なる場合でも以下の流れは同様）。
初めに最大3人の審査員からそれぞれ所望する料理の属性（火（赤）、水（青）、土（緑）、または複数）が発表され、主宰がテーマ食材を発表した後に開始宣言を行い対決が開始される。以降は以下の狩猟・採取、調理、審査の3つのパートが行われるが、このうち狩猟・採取パートと調理パートには制限時間があり、時間内で自由に行き来できる。
なお、対戦前には「戦闘」「調味」「料理道具」の3つのカテゴリにそれぞれ最大3つのアイテムをセットできる。「戦闘」は狩猟・採取パートを有利に進めるアイテム、「調味」は調理パートと審査パートに影響するアイテム、「料理道具」は調理パートの基本ルールの変更などに関するアイテムが該当する。
狩猟・採取
食材を入手する狩猟・採取パートはサイドビュー（横視点）のアクションゲームの形式で行われる。舞台となるステージは対戦によって異なる。
敵を倒したり植物を刈ったりすることで食材が手に入る。食材は、主に縦2×横2の枠内に2つから4つの要素が入った塊として表現される。要素の種類は、火・水・土の属性を示す「調味ジェム」のほか「毒」や「骨」が含まれていることもある（それぞれの効果については後述する）。食材の所持数の上限は決まっているが、コロシアムに戻った際に手持ちの食材をパントリー（収納スペース）にストックできる。また、ステージ内にある宝箱からは、後述の調理の際に使用するとジェムの属性が変化する調味料が手に入る。
操作キャラクターにはHPとMPの値が設定されている。HPは敵からの攻撃やダメージ地形に乗った時に減少し、0になると手持ちの食材をその場に放出してスタート地点まで戻される。MPは攻撃魔法などの特殊攻撃を行う際に減少する。なお、HPとMPは時間経過により少しずつ回復する。
調理
食材の調理パートは、いわゆる「マッチ3パズル」のような形式で行われる。料理道具が置かれた場所に表示される縦4×横4の枠の中に、入手した食材を示す要素の塊を投下していく。投下された要素は任意の縦2×横2の範囲を選択し左右に回転させることができる。枠内の調味ジェムの数やレベル（後述）に応じて料理ごとに得点が算出される。なお、料理道具は3つまで配置でき、複数の料理を並行して作ることも可能。
同レベル同属性の調味ジェムを縦または横に3つ並べるとその3つが集まり、レベルが1上昇した1つの調味ジェムとなる。レベルの上限は3で、レベル3同士を並べてもそれ以上変化しない。また、調味ジェムの中にはひびが入っているものがある。これは最大3回の回転でひびが割れ、レベル2以上のものはレベルが1減少したジェムに変化し、レベル1のものは消滅する。
毒は、3回の回転移動により消滅し、この際、周囲のジェムや骨にひびが入る。また、3つ並べることでも消滅し、この際には毒があった中央部分にゲージが表示される。ゲージが減少し終わる前に調味ジェムをその場所に移動させると、終了後に調味ジェムのレベルが1上昇する。
骨は、3つ並べると1つの「万能ジェム」に変化する。この万能ジェムは、属性やレベルに関係なくどの調味ジェムに対しても代用できる。
審査
審査員全員にサーブ（料理提供）するか時間切れになるかで上記2つのパートが終了し、料理の審査パートに移る。
審査員が所望した属性要素をレベル3にし他のレベル3属性よりも数を多くするか、あるいは「調味」カテゴリに「専門書」のアイテム類をセットしその中に記載された条件を満たした場合に加点される。一方、テーマ食材が含まれていない、審査員が所望した属性が含まれていないかバランスを欠いている、毒が含まれている、時間切れでサーブできなかった、といった場合は減点される。
合計得点が対戦相手を上回った場合にプレイヤーの勝利となる。

### ブリゲードタウン
物語の拠点となる王都「ブリゲードタウン」には、ミナが宿泊する宿屋やアイテムを販売している店のほか、以下のようなゲーム要素がある。クリアするとお金やアイテムを入手できる。
パズル
調味料の研究所の老人・ベルショルから依頼を受けて、コロシアムの調理パートと同様のパズルを行う。
料理道具、調味ジェム、パントリーの食材があらかじめ設定された状態からスタートし、規定の点数に達することを目指す。出題される複数の問題を全て解けばクリアとなる。
ハント
訓練所「ハンターギルド」の女性教官・ソーンからの指示に従い、コロシアムの狩猟・採取パートと同様のアクションを行う。
操作キャラクターが使用できる技に関するチュートリアルが示され、条件を達成するとクリアとなる。
レストラン
レストラン「三日月亭」の女性店主・ポンティーダからの依頼を受けて、コロシアムの調理パートと同様のパズルを行う。
調味ジェムがあらかじめ配置された枠が次々と表示され、枠ごとに定められた配置通りにジェムを並べ替えるとその枠のクリアとなり、お金を入手できる。制限時間に達すると終了となる。

### その他のシステム
ゲームのタイトル画面から、本編とは異なる以下のモードを選択できる。デイリー料理バトルとチャレンジ（「フリープレイ」を除く）はオンラインランキングに対応している。
デイリー料理バトル
本編と同様にキッチンコロシアムでの対戦が行われる。対戦相手、テーマ食材、審査員と所望する属性、セットされるアイテム、ステージは日ごとに固定され、日付（PST基準）が変わるタイミングで更新される。ランキングでは一日の中での合計得点を競う。
ローカルマルチプレイヤー
2人対戦用のモード。プレイ時の画面は左右に分割される。『Deluxe』より追加された。
チャレンジ
ブリゲードタウンのレストランと同じ要領で制限時間内に処理した皿の数を競う「レストランラッシュ」、アクションステージ内に配置された皿を全て割るまでの時間を競う「皿を割りたもう」の2つのモードのほか、『Deluxe』からの追加モードとして、各種設定がランダムに選択された状態でプレイする「サバイバル」、各種設定を任意で選択してプレイする練習用モード「フリープレイ」がある。
エクストラ
本作に関する各種イラストを閲覧できる「ギャラリー」と本作に関わったスタッフを紹介する「クレジット」が含まれている。『Deluxe』より追加された。

## 世界観
100年前、ヴィクタシア王国では魔物により農場や動物たちが襲撃され、食の機会を奪われた人々は飢餓状態に陥っていた。こうした事態を受け、時の国王ハインリッヒと料理長のロブションは、国の一流料理人たちを集め「シェフ兵」として活動させる軍隊「バトルシェフ・ブリゲード」を結成した。シェフ兵たちは世界各地で魔物を狩り、それまで忌避されていた魔物の肉を調理して各家庭に提供、これにより人々は飢餓から救われた。
王国では毎年、新たなシェフ兵を発掘する「考試大会」が開催されている。大会は今年で100周年を迎える。

## 主な登場人物
舞台となる世界では、ミナなどの人間をはじめ、様々な種族が共存している。
ミナ・ハン (Mina Han)
声：エリカ・メンデス
「風の村」出身の女性。21歳。
ブリゲードへ入隊し世界中の料理を学ぶため、両親の反対を押し切って上京し考試大会に参加する。その旺盛な食欲から故郷の隣人・サイモンに「鉄の胃袋」と呼ばれ、大会参加時の異名としても用いられている。
スラッシュ (Thrash)
声：Dave Dixon
「西海岸の里」出身のオークの男性。28歳。考試大会参加者の一人。
故郷に残した妻と二人の子供への強い愛情を持つ熱血漢。大会では「慈悲深きバーサーカー」の異名で紹介される。物語の第5章では主人公となり、病に倒れた妻の命を救うべく奔走する。本編以外のモードでも操作キャラクターとして使用可能。
キリン (Kirin)
声：Elspeth Eastman
ブリゲードタウンで暮らすエルフの女性。23歳。考試大会参加者の一人。
王族の血を引いており幼少期から薬膳料理の研究を行っている切れ者。その真摯な姿勢から「決然たる刃」と称されている。ベルショルの下で解毒剤の製造も行う。ネコ好きな一面もある。
ジギー (Ziggy)
声：Kevin Powe
アンデッドの男性。お化けの「ジェリー」を相棒として連れている。考試大会参加者の一人。
王国内で蔓延している疫病について秘密裏に調査を行う。アンデッドという身の上から、使用する食材に疑惑の目が向けられることもある。大会では「光速の食鬼」の異名で紹介される。『Deluxe』からは、本編以外のモードで操作キャラクターとして使用可能となった。
シヴ・ザヤ (Shiv Zaya)
声：アンバー・リー・コナーズ
オークの女性。鷹狩用の鷹を連れている。考試大会参加者の一人。
名家の生まれだが口が悪く好戦的な態度をとる。大会では「酸の舌」の異名で紹介される。キリンとの口論の末に武器を取り出し、止めに入ったミナとともに大会追放処分を受ける。
ラゼル (Razel)
声：Melanie Ehrlich
ブリゲードに所属する女性師範。大会参加者たちに様々な助言を与え、問題が起きた際にはブリゲードの規律に沿って冷静な判断を下す。
ベルショル (Belchior)
声：Tom Taylorson
ブリゲードタウンの研究所でネコたちと共に暮らす錬金術師の老人。自らを美食の大魔導士と称し、究極の調味料「アンブロシア」の開発に勤しむ。料理対決の審査員を務めることもある。
ソーン (Thorn)
声：Amber Lee Connors
ブリゲードタウンの「ハンターギルド」で教官を務める女性。剥製に囲まれた部屋で過ごし、狂気を含んだ掴みどころのない態度で客人と接する。大会の最終試験などで審査員を務める。
ポンティーダ (Pontida)
声：Sarah Williams
ブリゲードタウンの食事処「三日月亭」を営む女性。店を訪れた客の様々な噂話を蓄える情報通。考試大会参加者の一人であるドワーフの老人・セザールから好意をもたれている。大会の最終試験で審査員を務める。
パズ (Paz)
声：Chris Niosi
「スカウルハート盗賊団」の団長。常に芝居掛かった口調で話す。かつて自身が主宰していた劇団「ヴィクタシア演劇団」のメンバーたちとともに城下で暗躍する。スラッシュと自身の部下がキッチンコロシアムで対決する際には考試大会主宰の役を演じる。
リクサル (Rixal)
声：Ben Britton
ブリゲードに所属する老齢の錬金術師。王国の疫病問題について嫌疑がかけられている。キッチンコロシアムで行われる「料理による審判」で、自身の量刑を賭けてミナと対決する。
カミン (Kamin)
声：Tom Taylorson
考試大会の主宰。最終試験では審査員も務める。